# Hospitality Club
Hospitality Club var en internetbaserad service för utbyte av bostäder för semesterresor. 
Webbplatsen startades år 2000 i Tyskland. År 2008 hade sidan 400 000 medlemmar och var då världens näst största sida för gästfrihetsnätverk, efter Couchsurfing. År 2021 var sidan inte längre möjlig att använda och 2022 lades Hospitality Club ner.